# Chlorotoxin
Chlorotoxin eller CLTX er den giftigste komponent af skorpionens gift. Det er et lille protein på kun 36 aminosyrer og giftigheden fremkommer ved at dette lille molekyle passer ind i choridkanaler på mennesker og dyrs muskelceller. Derved forhindres cloridioner i at flyde ind i cellerne så musklerne ikke kan slappes af og kroppen lammes.

## Skorpionens gift
Alle skorpion-arter har gift. De bruger den til at dræbe eller lamme deres bytte. Langt de fleste skorpioner er ufarlige for mennesker; deres stik giver kun lokale virkninger, såsom smerte eller hævelser. Men nogle skorpioner, særligt i familien Buthidae, er så giftige at de kan dræbe et menneske. Skorpioner er dog ikke aggressive, de stikker kun når de bliver klemt eller trængt.

## Reaktion med gliomaceller
Chlorotoxin binder til gliomaceller (en type hjernekræft) og undersøges derfor i forbindelse med diagnose og behandling af kræftformer.